# 綱川隆晃
綱川 隆晃（つなかわ たかあき、1985年9月27日 - ）は、競技麻雀のプロ雀士。日本プロ麻雀協会所属。麻雀対局のほか、麻雀配信番組での実況・解説役も多く務めている。

## 来歴
小学生の頃、父親が遊んでいた麻雀のテレビゲームを見て興味を持ち、麻雀を始める。
大学は早稲田大学に入学し、六大学麻雀リーグでは副将として活躍。
2007年、日本プロ麻雀協会にてプロ雀士デビュー（6期後期）。プロ入り後はストレートで雀王戦Aリーグまで昇格。これは未だに同協会で破られていない記録である。
2014年9月、第9回オータムチャレンジカップ優勝。
2014年11月23日、YouTubeチャンネル「つなちゃんねる!」を開設。
2017年9月18日、第12回オータムチャンピオンシップ優勝。
2021年8月14日、オンライン麻雀ゲーム『雀魂』の四人麻雀にて、プロ雀士初の「魂天」（最高段位）を獲得。
2023年11月5日、第22期雀王戦B1リーグを1位で終了し、9年ぶりとなるA2リーグに昇格。

## 雀風・人物
- 雀風は本人曰く「ホンイツ」。混一色への流れを頭に入れ、高打点の仕掛けを好む[1]。一方で、七対子は「大っ嫌い」としている[8]。
- 趣味はゲーム。特に『Apex Legends』と『雀魂』に没頭している。『雀魂』は多井隆晴（RMU/渋谷ABEMAS）の勧めで始めた[5]。
- YouTubeチャンネルを開設したきっかけは「暇だったから」とのこと。また、麻雀番組の解説として呼ばれるも納得いく喋りができなかったため、喋る練習としても始めたという。チャンネルの宣伝をしてもらうなど、こちらでも多井の世話になっている[5]。
- バーチャルYouTuber（VTuber）との交友が多く、千羽黒乃、鴨神にゅう、咲乃もこ、朝陽にいな、歌衣メイカなど、麻雀を得意とするVTuberと『雀魂』を用いたコラボ配信を行っている。
- 人柄について、木原浩一（日本プロ麻雀協会）からは「義理堅い」と評されている[1]。

## 主な戦績
- 第9回オータムチャレンジカップ 優勝（2014年）
- 第22期發王戦 決勝3位（2015年）
- 第12回オータムチャンピオンシップ 優勝（2017年）
- 第2回朱雀リーグ 決勝4位（2019年）
- 第22期雀王戦 B1リーグ 1位（2023年）